# Holiday (singel Genzie)
Holiday – singel polskiego zespołu Genzie, który został wydany 2 sierpnia 2022.
Nagranie otrzymało w Polsce status platynowa płyty 25 września 2024.
Singel zdobył ponad 10 milionów wyświetleń w serwisie YouTube (na luty 2024) oraz ponad 4 miliony odsłuchań w serwisie Spotify (na luty 2024).

## Nagrywanie
Utwór został wyprodukowany przez CrackHouse. Za mix/mastering utworu odpowiada Alan “Postirol” Kowalczewski. Tekst do utworu został napisany przez Jakuba Bireckiego oraz Patryka Barana. Utwór realizował Jakub Birecki.

## Twórcy
- Genzie – główny artysta/zespół
- Jakub Birecki – tekst, realizacja
- CrackHouse – produkcja, kompozycja (w składzie: Dawid Karol Łopatowski i Michał Jacek Kacprzak)
- Alan “Postirol” Kowalczewski – mix/mastering
- Patryk „Mortalcio” Baran – tekst, wokal

- Faustyna Fugińska – wokal
- Bartosz „Świeży” Laskowski – wokal
- Wiktoria „Kartonii” Bochnak – wokal
- Hanna Puchalska – wokal
- Bartek Kubicki – wokal

## Certyfikaty
| Kraj          | Certyfikat      |
| ------------- | --------------- |
| Polska (ZPAV) | platynowa płyta |
| Polska (ZPAV) | złota płyta     |